# Rolf Ahlberg

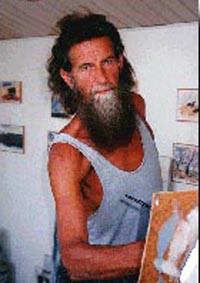
Rolf Ahlberg.

Rolf Erling Ahlberg, född 1 juni 1932 i Gladsax församling i Kristianstads län, är en svensk konstnär (målare).
Rolf Ahlberg är utbildad vid Skånska målarskolan och på Konstfack i Stockholm. Ahlberg bor och verkar i Baskemölla och hämtar sina motiv från det österlenska landskapet.
Ahlberg är representerad bland annat på Statens konstråd, Malmö museum, Helsingborgs museum, Höganäs museum, Kristianstad museum, Tomelilla konstsamlingar, Ystads konstmuseum och Österlens museum i Simrishamn.